# Deutsches Hygiene-Museum
Das 1912 gegründete Deutsche Hygiene-Museum ist ein Museum in Dresden. Es versteht sich als ein öffentliches Forum für Wissenschaft, Kultur und Gesellschaft. Der jetzige Bau wurde 1930 eröffnet und nach schwerer Zerstörung durch Bomben im Februar 1945 zur DDR-Zeit wieder aufgebaut und dann von 2001 bis 2005 grundlegend saniert und umgebaut. Als populärer Ausstellungs- und Veranstaltungsort gehört das Haus mit jährlich rund 280.000 Besuchern zu den bestbesuchten Museen in Dresden.

## Geschichte
Das Museum wurde 1912 von dem Dresdner Unternehmer und Odol-Fabrikanten Karl August Lingner nach der I. Internationalen Hygiene-Ausstellung als „Volksbildungsstätte für Gesundheitspflege“ gegründet. In dieser Zeit sollte durch zahlreiche (öffentliche) Sanitäreinrichtungen und Schulneubauten der Gesundheitszustand auch ärmerer Bevölkerungsteile verbessert werden. In einer Denkschrift äußerte er:

„Das Hygiene-Museum soll Stätte der Belehrung sein für die ganze Bevölkerung, in der jedermann sich durch Anschauung Kenntnisse erwerben kann, die ihn zu einer vernünftigen und gesundheitsfördernden Lebensführung befähigen.“

Damit hat sich Lingner in die Tradition der kantschen Aufklärungsdefinition gestellt.
Insbesondere wurden hier Kenntnisse zur Anatomie des Menschen vermittelt, jedoch auch auf Fragen der gesunden Ernährung, der persönlichen Hygiene und Gesundheitsvorsorge eingegangen. Es wurden allgemeinverständliche Präsentationsformen entwickelt, mit deren Methodik deutschlandweite Wanderausstellungen gestaltet wurden.
1930 fand die II. Internationale Hygiene-Ausstellung statt, zu der das Museum einen von Wilhelm Kreis entworfenen Museumsbau (1928–1930) im Stil zwischen Neoklassizismus und Bauhaus am Blüherpark bezog. Anlässlich der Ausstellung wurde vom Dresdener Gebrauchsgrafiker Willy Petzold das Auge als Logo des Museums im noch verwendeten Design eingeführt. Die Urversion des Künstlers Franz von Stuck war bereits Logo der ersten Hygiene-Ausstellung im Jahre 1911 und in der Formensprache des Jugendstils gestaltet.
Größte Attraktion des Museums war und ist der Gläserne Mensch (Mann) von 1930, gefolgt von der Gläsernen Frau 1935. Die Museumswerkstätten haben im Laufe der Zeit zahlreiche Exemplare davon aus dem transparenten Kunststoff Cellon für andere Museen in aller Welt hergestellt. Neu war auch der Typus eines Sozialmuseums, das den mündigen Bürger über die neuesten Erkenntnisse der Medizin und Biologie aufklären sollte.

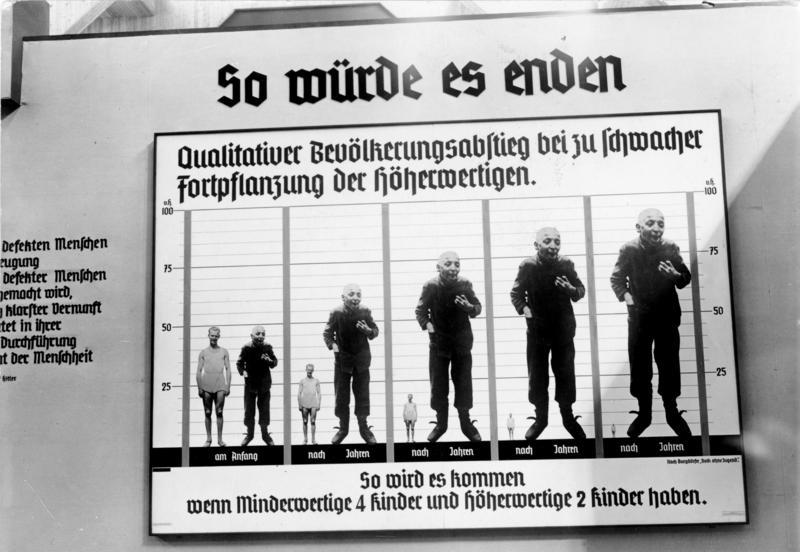
Propaganda in der Wanderausstellung Wunder des Lebens, Berlin 1935

Während des Dritten Reichs wurde das Museum auch in den Dienst der nationalsozialistischen Rassenhygiene gestellt. Ein Beispiel war die Propagierung des Gesetzes zur Verhütung erbkranken Nachwuchses, das am 1. Januar 1934 in Kraft trat und bis 1945 die Grundlage für die Zwangssterilisation von mehreren hunderttausend Frauen und Männern war. Leiter der Abteilung „Erb- und Rassenpflege“ war von 1933 bis 1936 der Mediziner Hermann Vellguth. Wanderausstellungen zu dieser Thematik im In- und Ausland waren von pseudowissenschaftlichen Auswüchsen geprägt. Zu den Ausstellungen gehörten „New Eugenics in Germany“ 1934 in den USA und „Wunder des Lebens“ in Berlin 1935. Mehr als 10 Millionen Menschen haben Wanderausstellungen des DHM zu verschiedenen Themen zwischen 1933 und 1945 besucht. In der Zeit des Nationalsozialismus war die Staatsakademie für Rassen- und Gesundheitspflege, eine Forschungs- und Lehreinrichtung für die rassenpolitische Propaganda und Schulung, organisatorisch und räumlich an das Museum angeschlossen.

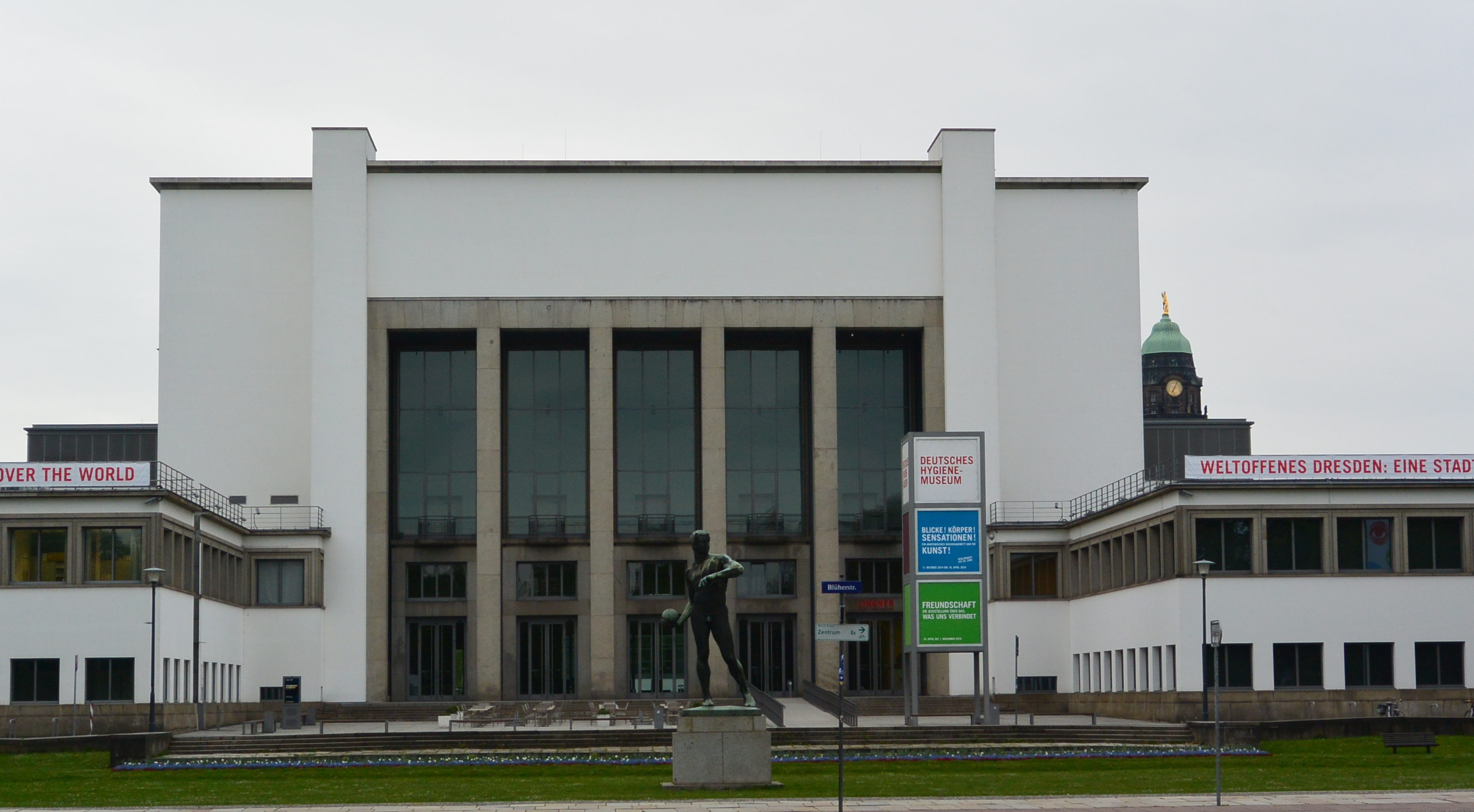
Die von Richard Daniel Fabricius gefertigte Plastik Ballwerfer, die bereits 1911 auf der Hygiene-Ausstellung stand, wurde nach ihrer Restaurierung in den frühen 1980er Jahren vor dem Deutschen Hygiene-Museum aufgestellt. Für den Ballwerfer wie auch für den rechts im Hintergrund sichtbaren Goldenen Rathausmann stand der Athlet Ewald Redam Modell.

Im April und Mai 1944 wurde im Hygiene-Museum der letzte (Kriegs-)Reichsberufswettkampf durchgeführt. Bei den Luftangriffen auf Dresden im Februar 1945 wurden große Teile des Museumsgebäudes und der Sammlungen zerstört.
Gleichwohl wurde die umgebaute frühere Eingangshalle im Dezember 1946 als „Steinsaal“ durch ein Festkonzert unter Leitung von Hans-Hendrik Wehding als dauerhafte Spielstätte der Dresdner Philharmonie bis 1958 eingeweiht.
In der DDR erfüllte das Museum – ähnlich dem Deutschen Gesundheits-Museum bzw. der aus ihm hervorgegangenen Bundeszentrale für gesundheitliche Aufklärung in der Bundesrepublik – gesundheitsaufklärende Aufgaben. Als Maskottchen zur gesundheitlichen Aufklärung von Kindern war bis 1990 Kundi im Einsatz. 1956 schuf Gerhard Richter für seine Diplomarbeit ein Wandgemälde (Lebensfreude) im Eingangsbereich des Museums. Das Gemälde wurde 1979 überstrichen. Von 1982 bis 1991 fungierte das Museum als Collaborating Center der Weltgesundheitsorganisation im Bereich der Gesundheitserziehung.
1991 erhielt das Museum eine neue Konzeption, die den Ansatz seiner Gründerjahre mit modernen Mitteln weiter verfolgte. Das Deutsche Hygiene-Museum wurde in das im Jahre 2001 erschienene Blaubuch aufgenommen. Das Blaubuch ist eine Liste national bedeutsamer Kultureinrichtungen in Ostdeutschland und umfasst zurzeit 23 sogenannte kulturelle Leuchttürme.
2012 war das einhundertjährige Jubiläum des Deutschen Hygiene-Museums Dresden. Bei einer Tagung hielt die Sächsische Staatsministerin für Wissenschaft und Kunst, Sabine von Schorlemer, ein Grußwort.

## Ausstellungen, Sammlung und weitere Aktivitäten

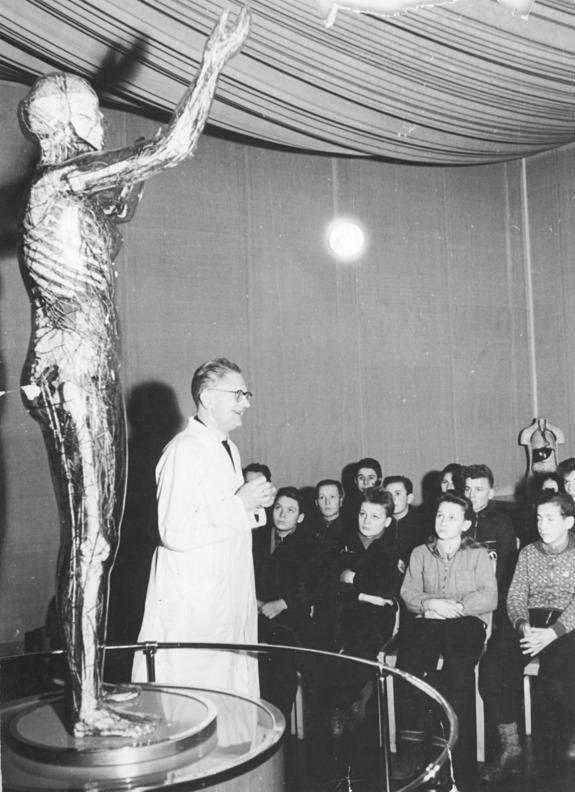
Gläserne Frau

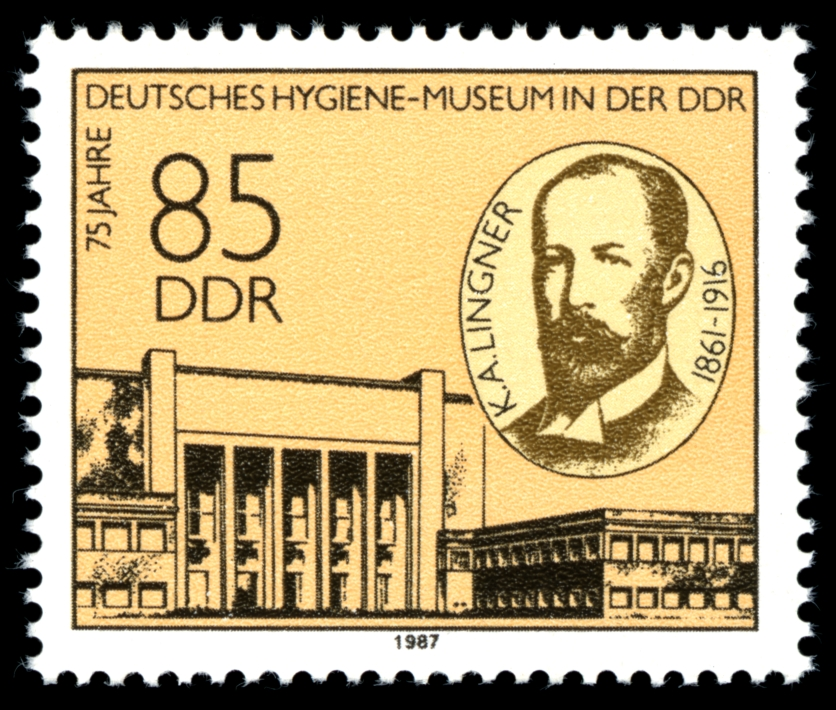
DDR-Briefmarke von 1987 zum Jubiläum „75 Jahre Deutsches Hygiene-Museum“

Permanent zu sehen sind die Dauerausstellung „Abenteuer Mensch“ und das „Kinder-Museum Unsere fünf Sinne“. Die Dauerausstellung thematisiert den Menschen, seinen Körper und seine Gesundheit in seinen gesellschaftlichen und kulturellen Kontexten. Das Kinder-Museum informiert spielerisch über die menschlichen Sinne und ihre Leistungsfähigkeit. Das Deutsche Hygiene-Museum verfügt über eine umfangreiche Sammlung. Sie dokumentiert das öffentlich propagierte Körperwissen und Körperpraktiken im Alltag mit dem Schwerpunkt auf Objekten seit Beginn des 20. Jahrhunderts.
Wechselnde Sonderausstellungen beschäftigen sich mit aktuellen oder historischen Fragestellungen aus Wissenschaft und Gesellschaft, Kunst und Kultur. Diese Projekte werden in der Regel von interdisziplinär zusammengesetzten Teams aus Kuratoren, Künstlern, Szenografen und Gestaltern entwickelt. Das Museum kooperiert hierbei mit wissenschaftlichen Institutionen und internationalen und nationalen Partnern und Leihgebern. Zu den wichtigsten Projekten der letzten zehn Jahre gehörten: Kosmos im Kopf – Gehirn und Denken (2000), Der (im-)perfekte Mensch – Vom Recht auf Unvollkommenheit (2000/2001), Die Zehn Gebote. Politik – Moral – Gesellschaft. (2004/2005), Tödliche Medizin – Rassenwahn im Nationalsozialismus (2006/2007), Glück – welches Glück (2008), 2° Das Wetter, der Mensch und sein Klima (2008/2009), Arbeit – Sinn und Sorge und Was ist schön? (beide 2010). Ergänzend zu den Ausstellungen organisiert das Museum ein breit gefächertes wissenschaftliches und kulturelles Veranstaltungsprogramm aus jährlich rund 80 Vorträgen und Tagungen, Diskussionen, Lesungen und Konzerten. Das Tagungszentrum des Museums kann für externe Veranstaltungen mit mehreren hundert Teilnehmern genutzt werden.

## Gliederung der Ständigen Ausstellung
Zwischen 2001 und 2005 wurde das Museum unter der Leitung von Peter Kulka saniert und teilweise umgebaut. Dabei wurden die 1955 im Windfang des Gebäudes geschaffenen Wandgemälde von Rudolf Lipowski und Rudolf Sitte verdeckt. Das Konzept der Dauerausstellung wurde nach Plänen von Gerhards und Glückner neu erarbeitet.
Die Dauerausstellung wurde 2005 vollständig eröffnet und gliedert sich in sieben Themenbereiche in sieben Sälen, welche gegen den Uhrzeigersinn im Obergeschoß angeordnet sind.
- Abenteuer Mensch
- Der Gläserne Mensch – Bilder des Menschen in den modernen Wissenschaften.
- Leben und Sterben – Von der Ersten Zelle bis zum Tod des Menschen.
- Essen und Trinken – Ernährung als Körperfunktion und Kulturleistung.
- Sexualitäten – Die Liebe, das Ich und die Vielfalt des Begehrens.
- Erinnern – Denken – Lernen – Kosmos im Kopf: Das Gehirn.
- Bewegung – Die Kunst der Koordination.
- Schönheit, Haut und Haar – Offene Grenze zwischen Körper und Umwelt.

Die Ausstellung wird ständig erweitert und verändert. Unter anderem durch neue Erkenntnisse, dem Erwerb neuer Exponate, (zum Beispiel 2015 die Modelle der „Gläsernen Viren“) und aktuelle Ereignisse wie von 2020 einem frühen Model des COVID-19-Virus.
Einige der Modelle sind ausdrücklich zum Anfaßen und entsprechend als Tastmodell für Blinde mit Erläuterungen in Blindenschrift versehen, welche durch Metallstäbe mit dem jeweiligen Teil des Modells verbunden sind.

## Die 4. Sächsische Landesausstellung
Am 4. Januar 2017 übertrug die damalige Staatsministerin für Wissenschaft und Kunst, Eva-Maria Stange, dem Deutschen Hygiene-Museum die Ausrichtung der Zentralausstellung der 4. Sächsischen Landesausstellung sowie die Koordinierung des Gesamtprojekts. Klaus Vogel, Direktor des Museums, übernahm die Leitung des Vorhabens. Die 2020 stattfindende Landesausstellung mit dem Titel Boom. 500 Jahre Industriekultur in Sachsen thematisierte die Geschichte der Industrialisierung im heutigen Freistaat. Die vom Deutschen Hygiene-Museum verantwortete Zentralausstellung war vom 11. Juli bis zum 31. Dezember 2020 im Audi-Bau in Zwickau zu sehen. Der Berliner Kurator Thomas Spring übernahm mit einem Team von wissenschaftlich-kuratorischen Mitarbeitern die Erarbeitung der Zentralausstellung. Entsprechend dem Leitbild des Deutschen Hygiene-Museums beschäftigte sie sich nicht allein mit technischen Innovationen und der Geschichte von Wirtschaftsunternehmen, sondern ging ebenso auf die Folgen der Industrialisierung für Mensch, Kultur, Umwelt und Gesellschaft ein. Neben der Zentralausstellung in Zwickau konnten die Besucher noch sechs branchenspezifische Schauplatzausstellungen in Chemnitz, Freiberg, Oelsnitz im Erzgebirge, Zwickau und Crimmitschau besuchen.

## Trägerschaft
Das Hygiene-Museum wird getragen von der Stiftung Deutsches Hygiene-Museum. Ziel der Stiftung ist gemäß § 2 der Satzung die der „Wissenschaftspopularisierung dienende Unterhaltung des Deutschen Hygiene-Museums, insbesondere durch Ausstellungen, wissenschaftliche Lehr- und Vortragsveranstaltungen, Sammlungen und ähnliche Maßnahmen.“ Neben der Dauerausstellung ist eine weitere Zielsetzung des Museums jeweils im Frühjahr und Herbst eines Jahres die Präsentation von großen Sonderausstellungen.
Die Stiftung ist seit dem 1. Juli 1999 eine rechtsfähige gemeinnützige Stiftung bürgerlichen Rechts mit Sitz in Dresden. Stifter sind der Freistaat Sachsen und die Landeshauptstadt Dresden. Zur Erfüllung des Stiftungszwecks erhält die Stiftung zu gleichen Teilen jährliche Kostenbeiträge des Freistaates Sachsen und der Landeshauptstadt Dresden.

## Veranstaltungen speziell für Kinder
Projekte für Kinder haben im Deutschen Hygiene-Museum Tradition, so wurde bereits zu DDR-Zeiten das Kundi-Männchen eingeführt, um Gesundheitserziehung kindgerecht an Kinder zu vermitteln. In jüngerer Zeit werden vor allem spezielle Kinderführungen, Exponate und ein Kindermuseum für unterschiedliche Altersklassen angeboten zu den Themen wie Sinne, Körper und Geburt. Neben diesen Einzelangeboten gibt es auch vertiefende Angebote wie das Schülerlabor und Kinder führen Kinder, welches zusammen mit der Initiative MINTiKi ins Leben gerufen wurde.

## Sonderausstellungen seit 2011
- 2011: Images of the Mind. Bildwelten des Geistes. Diese Ausstellung wurde anschließend in der Mährischen Galerie in Brünn gezeigt. (Kuratoren: Colleen M. Schmitz und Ladislav Kesner)
- 2011: Auf die Plätze! Sport und Gesellschaft (Kuratorin: Susanne Wernsing)
- 2012: Die Leidenschaften – Ein Drama in fünf Akten (Kuratorin: Catherine Nichols)
- 2012: Herlinde Koelbl. Kleider machen Leute
- 2012: C’est la vie – Das ganze Leben. Der Mensch in Malerei und Fotografie
- 2013: Über Grenzen – Eine Fotoausstellung von OSTKREUZ – Agentur der Fotografen
- 2013: Reichtum – Mehr als genug (Kurator: Daniel Tyradellis)
- 2013: tanz! Wie wir uns in der Welt bewegen (Kuratorin: Colleen M. Schmitz)
- 2014: Das neue Deutschland – von Migration und Vielfalt
- 2014: Blicke! Körper! Sensationen! Das Dresdner Wachskabinett und die Kunst (Kuratorin: Eva Meyer-Hermann)
- 2014: Alles Familie! Eine interaktive Ausstellung
- 2015: Freundschaft. Eine Ausstellung über das, was uns verbindet (Kurator: Daniel Tyradellis)
- 2015: AIDS. Nach einer wahren Begebenheit (Kurator: Vladimir Cajkovac)
- 2015: fast fashion. Die Schattenseiten der Mode (Kuratorin: Claudia Banz)
- 2016: Von der Flüchtigkeit des Glücks. Fotografien von Philip Toledano[17]
- 2016/17: Sprache. Welt der Worte, Zeichen, Gesten (Kuratorin: Colleen M. Schmitz)
- 2016/17: Scham. 100 Gründe rot zu werden (Kurator: Daniel Tyradellis)
- 2017/18: Das Gesicht. Eine Spurensuche  (Kuratorin: Kathrin Meyer)
- 2017/18: Über Haustiere und ihre Menschen (Kuratoren: Viktoria Krason und Christoph Willmitzer)
- 2018/19: Rassismus. Die Erfindung von Menschenrassen (Kuratorin: Susanne Wernsing)
- 2018/19: Shine on Me. Wir und die Sonne (Kuratorin: Catherine Nichols)
- 2019/20: Von Pflanzen und Menschen. Ein Streifzug über den grünen Planeten (Kuratorin: Kathrin Meyer)
- 2020: Boom. 500 Jahre Industriekultur in Sachsen, 4. Sächsische Landesausstellung (Kurator: Thomas Spring)
- 2020/21: Future Food. Essen für die Welt von morgen (Kuratorin: Viktoria Krason)
- 2021/22: Im Gefängnis. Vom Entzug der Freiheit In Kooperation mit dem Museé des Confluences in Lyon und dem Internationalen Rotkreuz- und Rothalbmondmuseum in Genf (Kuratorinnen: Isabel Dzierson, Marianne Rigaud-Roy, Sandra Sunier)
- 2021/22: Künstliche Intelligenz. Maschinen – Lernen – Menschheitsträume (Kuratorin: Yasemin Keskintepe)
- 2022/23: Fake. Die ganze Wahrheit (Kurator: Daniel Tyradellis)
- 2023: Von Genen und Menschen. Wer wir sind und werden könnten (Kuratorin: Viktoria Krason)
- 2023: Hello Happiness (Kuratorin: Isabel Dzierson)
- 2024: VEB Museum. Das Deutsche Hygiene-Museum in der DDR (Kuratorinnen: Sandra Mühlenberend, Susanne Wernsing)[18]

## Persönlichkeiten am Museum (Auswahl)
- Ernst Bursche (1907–1989), Maler, Ausstellungsgestalter
- Marta Fraenkel (1896–1976), Medizinerin, wissenschaftliche Geschäftsführerin
- Wolfgang Knorr (1911–1940), Mediziner, Rassenhygieniker
- Rudolf Neubert (1898–1992), Mediziner, Hygieniker, Hochschullehrer
- Theodor Pakheiser (1898–1969), Mediziner, wissenschaftlicher Leiter
- Ferdinand von Reitzenstein (1876–1929), Sexualwissenschaftler
- Martin Roth (1955–2017), Kulturwissenschaftler, Direktor
- Arthur Schloßmann (1867–1932), Pädiater und Sozialhygieniker
- Georg Seiring (1883–1972), Direktor
- Werner Spalteholz (1861–1940), Anatom
- Fritz Stopp (1886–1975), Botaniker und Lehrer

## Dokumentarfilme und Reportagen
- Das deutsche Hygiene-Museum in der DDR. 18 Min. DDR 1981.[19]
- For Vincent – 4.26 Min. Deutschland 1991, Ray van Zeschau, Freunde der italienischen Oper. Im Auftrag von Martin Roth erstellter Film zur Amtseinführung und zur Ausstellungseröffnung „Leibesvisitation“[20][21]
- Deutsches Hygiene-Museum, Dresden (= Museums-Check. Folge 44). Reportage, 30 Min., Moderation: Markus Brock, Produktion: 3sat. Erstausstrahlung: 23. April 2017.[22]
- Abenteuer Mensch – Das Deutsche Hygiene-Museum Dresden. 45 Min. Deutschland 2020.[23]

## Im Auftrag des Museums hergestellte Filme
- 1964: Aktive Erholung
- 1965: Mußte das sein?
- 1980: Wegweiser Gesundheit: Verantwortung Erwachsener bei Alkoholmißbrauch